# عمود (الصومال)

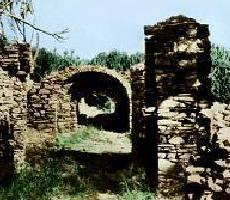
معالم من عمود في الصومال

عمود وهي منطقة تاريخية تقع في في ضواحي مدينة بورمه في اقليم أودل شمال غرب الصومال تم تدميرها على يد القوات الامهارية الغازية، اسم عمود معناه ( الرمل ) .
في عام 1500 قامت القوات الامهارية بمهاجمة مدينة عمود التي كان يسكنها الامام سمرون وقامت بتدمير مايزيد على 50,000 منزل في تلك المنطقة مما حدا أهلها إلى الهجرة إلى مدينة زيلع .
اليوم تعتبر عمود من أشهر المناطق في الصومال حيث توجد فيها جامعة عمود .

## روابط خارجية
1. ↑  Cole، Sonia Mary (1964). The Prehistory of East Africa. Weidenfeld & Nicolson. ص. 275. {{استشهاد بكتاب}}: الوسيط |تاريخ الوصول بحاجة لـ |مسار= (مساعدة)

‌